# Badminton bei den Mini-Pazifikspielen
Badminton gehört bei den Mini-Pazifikspielen zu den Sportarten, die nicht ständig im Programm der Spiele sind. 2021 war Badminton erstmals als Wettbewerb geplant, durch die COVID-19-Pandemie fanden die Spiele jedoch erst 2022 statt. Es  wurden Sieger und Platzierte in fünf Einzelwettbewerben und einem Teamwettbewerb ermittelt. 

## Die Sieger
| Saison    | Herreneinzel      | Dameneinzel       | Herrendoppel          | Damendoppel                   | Mixed                     | Team              |
| --------- | ----------------- | ----------------- | --------------------- | ----------------------------- | ------------------------- | ----------------- |
| 1981 2017 | nicht ausgetragen | nicht ausgetragen | nicht ausgetragen     | nicht ausgetragen             | nicht ausgetragen         | nicht ausgetragen |
| 2022      | Rémi Rossi        | Jenica Lesourd    | Léo Cucuel Rémi Rossi | Jenica Lesourd Mélissa Mi You | Rémi Rossi Mélissa Mi You | Tahiti            |
| 2025      | ohne Badminton    | ohne Badminton    | ohne Badminton        | ohne Badminton                | ohne Badminton            | ohne Badminton    |